# Lithocarpus dasystachyus
Lithocarpus dasystachyus là một loài thực vật có hoa trong họ Cử. Loài này được (Miq.) Rehder mô tả khoa học đầu tiên năm 1919.